# Groupage sérologique par le polyoside C
Le groupage sérologique par le polyoside C permet l'identification et la classification des bactéries du genre Streptoccocus.

## Principe

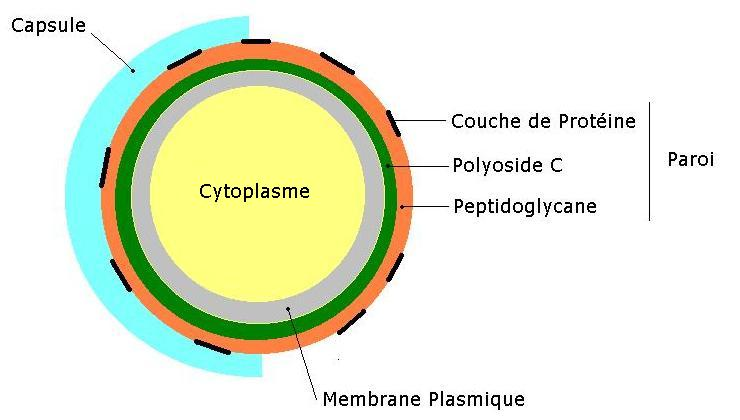
Localisation du polyoside C dans la paroi bactérienne

Le polyoside C est un glucide complexe qui correspond à un antigène de la paroi de la bactérie. La nature du Polyoside C va permettre de classer la bactérie dans l'un des nombreux groupes (A,B,C,D,K,L,M, ...).
Pour déterminer à quel groupe appartient la bactérie, on fait réagir des anticorps connus avec le polyoside C à identifier. La formation de complexes anticorps-antigènes signe la reconnaissance par l'anticorps du type du polyoside C. Les anticorps sont portés par des billes de latex sensibilisées.

## Technique

### Extraction de la substance C
Le germe étudié est cultivé dans un bouillon de Todd Hewitt. On met quelques gouttes de bouillon dans une solution contenant une enzyme d'extraction qui va exposer le polyoside C caché dans les couches de la paroi. Le tout est placé pendant 10 minutes dans un bain marie à 37 °C.

### Agglutination sur lame
- noter le type de l'anticorps utilisé sur la lame.
- déposer une goutte de latex anti A et une goutte de la solution d'extraction juxtaposées.
- mélanger les gouttes avec une pipette pasteur fermée.
- donner un mouvement de rotation à la lame, pour faciliter une éventuelle agglutination.
- si aucune agglutination n'apparait, recommencer avec un autre anticorps

Remarques : il est important de doser à équivalence la solution d'extraction et les anticorps, sinon les résultats seront faussés. Bien noter les réactifs utilisés au fur et à mesure pour éviter de recommencer deux fois la même manipulation.